# Клерикализм
Клерикали́зм (позднелат. clericalis — «относящийся к священникам», от греч. κλῆρος — «клир, духовенство») — комплекс социально-богословских идей и связанных с ними политических практик, направленных на установление религиозных ценностей в качестве основы жизни общества, создание условий, обеспечивающих определяющую роль религиозных институтов в общественно-политической и культурной жизни государства. В более узком, экклезиологическом смысле — организация церковной жизни, предполагающая господство клира (профессионального духовенства) — сакердотализм. Следует отличать от теократии. Противоположный термин — секуляризм.
Носителями клерикализма выступают духовенство и связанные с церковью лица. Клерикализм использует в своих целях не только церковный аппарат, но и различные клерикальные организации, клерикальные политические партии, а также созданные при ближайшем участии церкви профсоюзные, молодёжные, женские, культурные и прочие организации. Клерикальные партии возникли вместе с парламентаризмом, хотя клерикализм, как мировоззрение и политический идеал, несравненно древнее.

## Клерикализм в России
Но изобрели «клерикализм», у Церкви отняли школу. (М. Н. Катков)

В 2007 году группа академиков написала коллективное письмо против роста клерикализма в современной России. Например, ввод курсов по изучению религии в школьное образование нередко именуют клерикализмом. Другими примерами клерикализма называются передача государственной собственности в распоряжение церковных организаций, а также финансирование церкви и её служителей за счёт государства. Также существует мнение, что рост клерикализма может способствовать межконфессиональной розни. Либеральные оппозиционные партии предостерегают, что принятие законов за оскорбление религиозных чувств и формирование православных дружин и патрулей может привести к построению клерикально-полицейского государства.